# عشاق السحر (فلم هندي)
ديسي ماجيك هو فيلم هندي رومنسي كوميدي، إخراج ميهول آثا وانتج بوسطة اميشا باتيل وكونا غومر تحت راية شركة اميشا باتيل للإنتاج. ويضم اميشا باتيل، لاليت دوبي وزايد خان في البطولة. ومن المقرر ان الفيلم سيصدر في 28 فبراير 2014.

## الأبطال
- اميشا باتيل as سونيا سكسينا/ماهي ديول
- زايد خان as كونال
- ساهيل شروف as ساهيل
- راندهير كابور as اشوك سكسينا
- لاليت دوبي as السيدة ساكسينا
- رافي كيشان as دافيدوف
- راجات راويل as كييمتي سينغ

## الإنتاج

### التطوير
ديسي ماجيك هو أول إنتاج للمثلة اميشا باتيل تحت راية شركة اميشا باتيل للإنتاج.

وفقا لأميشا، أن فكرة ان يكون لها شركة إنتاج كانت فكرة شريكها في الإنتاج كونال غومر،
الذي أقنعها لتأسيس شركة معها والتي هدفها إلى إنتاج أفلام جيدة.

### التمثيل
هذه المرة الأولى لأميشا باتيل للعب دور مزدوج في هذا الفيلم، وقالت عن شخصيتها انها سوف تُمثل شخصيتين عكس الطبيعة تماما.

### التصوير
بدأ التصوير في أغسطس 2013 وتم تصوير الفيلم في مومباي والبنجاب. وأيضا تم تصوير الفيلم في البندقية وبودابست ودبي.

## الموسيقى التصويرية
هذا الفيلم يقدم دي جي عقيل باعتبارة الملحن للفيلم، وابرز عمله هو إعادة أغنية ايك دو تين من فيلم Tezaab 1988 والتي غنتها في الاصل ألكا ياجنيك.
والنسخة الجديدة ستغنيها شريا غوشال. وبعض النظر شريا ستغنيها بلحن بطيء من ألحان لاليت بانديت.

## روابط خارجية
- مقالات تستعمل روابط فنية بلا صلة مع ويكي بيانات